# Török Péter (tájépítész)
Török Péter (Budapest, 1958. április 25. – Budapest, 2022. augusztus 4.) Ybl Miklós-díjas (2009) és Prima Primissima díjas (2012) magyar tájépítész, az Artboretum Kert- és Szépművészeti Társaság alapítója és több magyar köztér tervezője.

## Életpályája

### Fiatalkora
A XI. kerületben nőtt fel, később itt élt és hunyt el. Édesapja agrármérnök, édesanyja pedig iskolai alkalmazott volt. Élete végén, a Magyar Kultúrának adott interjújából ismert, hogy édesanyja igényesen dekorált mesekönyveiből ismerkedett meg a kertekkel, és már 3-4 éves kora körül foglalkoztatta a mesékből megismert kertek továbbgondolása.

### Tájépítészet
A budapesti József Attila Gimnázium rajz-olasz tagozata elvégzése után a Kertészeti Egyetem Táj- és Kertépítészeti Karán folytatta tanulmányait, majd 1982-ben le is diplomázott. Végzősként megnyerte a kanadai British Columbia Egyetem világpályázatát, melynek díját a kommunista rendszerben nem vehette át Amerikában személyesen. 1985-től a Városépítészeti Tudományos Tervező Intézet Műemléki Irodájában dolgozott. 1987-től a BME Lakóépület-tervezési Tanszékén oktatott. 1993 és 1997 között a Studio Ars Loci Kft.-nél helyezkedett el. 1997-ben megalapította saját vállalkozását, az Artboretum Kert- és Szépművészeti Társaság Kft.-t. 2002-ben Bálint György interjúvolta meg a Nemzeti Színház környezetéről. Munkái elismeréseként vehette át az Europa Nostra díjat, 2009-ben az Ybl Miklós-díjat, majd 2012-ben a Prima Primissima díjat (bemutatása és díjátadó beszéde). 2012-ben az Építész Közlöny/Műhely, 2013-ban pedig Kő András mellett a Katolikus Rádió készített vele kétrészes interjút, és az Újbuda Televízióban is megjelent. 2013-ban a Szépművészeti Múzeumban tartott tárlatvezetést, melynek középpontja a kertek voltak. Munkáiról készült képekből, montázsokból és vázlatokból több kiállítás is készült, többek közt a Szent István-bazilikában (2013, Opus Tessellatum – Műtöredékek, dr. Farkas Attila érseki tanácsos nyitóbeszédével), a Műcsarnok I. Építészeti Nemzeti Szalonján (2014), valamint a Budai Klub-Galériában (2015, Belső tájakon címmel). Emellett előadott többek közt a Magyar Tudományos Akadémia szegedi Regionális Bizottságában (2011), a makói művésztelepen (2015) és Budapesten (2016).
Magyarország-szerte számos köztér megújítása fűződik nevéhez. A legismertebbek ezek közül a budapesti Vigadó tér, a Szent István-bazilika előtti tér, a Nemzeti Színház parkja, a szegedi Kárász utca és Klauzál tér, a Holokauszt Múzeum környezete, a gödöllői kastély kertje, a hajósi érseki kastély parkja, a sárospataki Rákóczi-vár parkja, a tatai Kossuth tér. Megvalósult és meghiúsult vagy félbemaradt terveinek száma 2012-ben 93 volt, haláláig pedig meghaladta a százat.

### A felsőoktatásban
Több mint 20 évig (1987–2020) oktatott a Budapesti Műegyetem Lakóépület-tervezési Tanszékén, valamint a Corvinus Egyetemen és a Magyar Képzőművészeti Egyetem Szobrász Karán is vendégelőadóként tanított.

### Utolsó évei
Török Péter 2022 nyarán hunyt el.
„Sok boldog szomorú dalnak voltam szerzője, okozója, szenvedője, élvezője, éltetője, jó utazások voltak ezek. Ha Bartók Bélára gondolok – akinek fontos volt, hogy a halálos ágyán megjegyezze, teli bőröndökkel megy el – azt kell mondanom, hogy én is ezt érzem.” – Török Péter a Magyar Kultúrának adott interjújában, 2022.

## Munkássága
Tiszaújváros
- Városház előtti főtér (rendszerváltás)[35]

Budapest
- 301-es parcella, Új köztemető (1992)[36]
- Vigadó tér (2000)[37][38]
- Szent István szobra a sziklakápolnánál (Kő Pállal, 2001)[39][40]
- Liszt Ferenc tér (2001)[41][42]
- Nemzeti Színház parkja (2002)[43][44][45][46] – Vízbe dőlt színház, zikkurat és labirintus.
- Szent István-bazilika környezete (2003)[47][48]
- Holokauszt Emlékközpont (2004)[49]
- Budai vár Palotakertje (2007)[50]
- Lépcsők és pintoszok a Batthyány-szobor körül (2008)[40]
- Nagymágnások privát kertjei[51]
- Epreskert (VI. kerület, törölt pályázat)[52]

Veresegyház
- Főtér (1996)[53]

Szeged
- Kárász utca és Klauzál tér (2003).[54][55] A felújítás Europa Nostra díj-at kapott.[56]
- Belvárosi térfüzérek, Széchenyi tér (2010, 'ellopott' pályázat)[57][58]

Csákvár
- Esterházy-kastély kertje (~ 2004)[59]

Pannonhalma
- Kilátóterasz (2005)

Gödöllő
- Erzsébet-kastély park (2010)[60][61]

Hajós
- Hajósi Barokk Kastély (2010)[60]

Gyöngyös
- Huszárkert (2011)[62]

Baja
- Belváros (2012)[63]

Orosháza
- Főtér (2013)[64]

Tata
- Kossuth tér (2015)[65]

Makó
- Makovecz-emlékkert (2011)[66]
- Újvárosi Rotondó tér (törölt pályázat)[67]

Sárospatak
- Rákóczi-vár, Gombos-kert (törölt pályázat)[68]

Monok
- Kossuth szülőháza (n. d.)[69]

Sátoraljaújhely
- Piacutcás, orsós főtér (n. d.)[70]

Kecskemét
- Rákóczi út (‘ellopott’ pályázat’)[5]

Kalocsa
- Ismeretlen terv[5]

Pécs
- Ismeretlen terv[5]

Zirc
- Ismeretlen terv[5]

Dombóvár
- Ismeretlen terv[5]

Szarvas
- Ismeretlen terv[5]

Szentendre
- Ismeretlen terv[5]

Esztergom
- Ismeretlen terv[5]

Vác
- Ismeretlen terv[5]

Oroszlány
- Ismeretlen terv[5]

Csobaj
- Magán kertek[51]

Tihany
- Magán kertek[51]

## Elismerései
- 2014: Orosháza városért[71][72]
- 2014: Makó városért[73][74]
- 2012: Prima Primissima díj[73]
- 2009: Ybl Miklós-díj[73]
- 2008: Reitter Ferenc-díj[73]
- 2007: A Magyar Képzőművészeti Egyetem önzetlen támogatója[73]
- 2007: Címzetes egyetemi docens, Budapesti Műegyetem[73]
- 2005: Pro Architectura díj[73]
- 2004: Budapest Építészeti Nívódíj[73]
- 2004: Reitter Ferenc-díj[73]
- 1989: VÁTI Nívódíjv[73]
- 1982: Világpályázat, University of British Columbia, Kanada, 3. díj[73]